# Justicia palustris
Justicia palustris là một loài thực vật có hoa trong họ Ô rô. Loài này được (Hochst.) T. Anderson mô tả khoa học đầu tiên năm 1864.